# KF 2 Korriku Prisztina
KF 2 Korriku Prisztina (alb. Klubi Futbollistik 2 Korriku Prishtinë, serb. cyr. Фудбалски клуб 2 Коррику Приштина) – kosowski klub piłkarski, mający siedzibę w stolicy kraju, mieście Prisztina.

## Historia
Chronologia nazw:
- 1957: KF 2 Korriku Prisztina

Klub piłkarski KF 2 Korriku został założony miejscowości Prisztina w roku 1957. Klub jest bardzo znany ze swojej Szkółki Piłkarskiej. Zespół występował w niższych ligach mistrzostw Jugosławii. W 1990 po utworzeniu Pierwszej Ligi Kosowa startował w niej. W 2000 spadł do drugiej ligi, a w 2004 do trzeciej ligi. W 2006 wrócił do drugiej, a w następnym sezonie 2006/07 wygrał ligę i wrócił do pierwszej ligi, która w międzyczasie zmieniła nazwę na Superligę. W 2009 zajął spadkowe 14.miejsce i został zdegradowany do pierwszej ligi.

## Sukcesy

### Trofea międzynarodowe
Nie uczestniczył w rozgrywkach europejskich (stan na 31-05-2016).

### Trofea krajowe
| \| \| Zdobyte trofea w rozgrywkach Kosowa (stan na: 31-05-2016) \| |                                                           |      |          |
| Rozgrywki                                                          | Osiągnięcie                                               | Razy | Sezon(y) |
| Mistrzostwo                                                        | I miejsce                                                 | 0    |          |
| Mistrzostwo                                                        | II miejsce                                                | 0    |          |
| Mistrzostwo                                                        | III miejsce                                               | 0    |          |
| Mistrzostwo                                                        | 7.miejsce                                                 | 1    | 2007/08  |
| Puchar                                                             | zdobywca                                                  | 1    | 1996/97  |
| Puchar                                                             | finalista                                                 | 0    |          |
| II liga                                                            | I miejsce                                                 | 1    | 2006/07  |
| II liga                                                            | II miejsce                                                | 0    |          |
| II liga                                                            | III miejsce                                               | 0    |          |
| Kosowo                                                             | Zdobyte trofea w rozgrywkach Kosowa (stan na: 31-05-2016) |      |          |

## Stadion
Klub rozgrywa swoje mecze domowe na stadionie Fusha Sportive 2 Korriku w Prisztinie, który może pomieścić 1000 widzów.